# Mitsubishi Magna
Mitsubishi Magna – samochód osobowy budowany w zakładach Mitsubishi Motors Corporation w Australii.  Powstał w 1984 jako poszerzona wersja Mitsubishi Galant "Sigma" z silnikiem Mitsubishi Astron o pojemności 2,6 l.  Był to pierwszy samochód produkowany przez Mitsubishi Australia należący do klasy nazywanej w Australii "large car" lub "family car" – należące do tej klasy samochody są nieco większe od samochodów "klasy wyższa-średnia" (segment E).
Pierwszy model, "Magna TM", dostępny był w wersjach "sedan" i "kombi".  Sylwetka tego pojazdu była bardzo zbliżona do sylwetki "Gallanta" ale sam samochód był znacznie szerszy.  W 1985 "Magna" otrzymała tytuł samochodu roku w Australii.
W 1992 zaczęto produkcję nowszej wersji tego samochodu, tym razem był bazowany na Mitsubishi Diamante. 6-cylindrowa wersja nowej "Magny" otrzymała nazwę Mitsubishi Verada (w Nowej Zelandii model ten był sprzedawany jako Mitsubishi V3000, a w niektórych krajach europejskich jako Mitsubishi Sigma – pomimo nazwy nie miał on jednak nic wspólnego z wcześniejszym model "Sigmy").
W 1996 do sprzedaży weszła trzecia generacja tego samochodu, ponownie bazowana na "Diamante".  "Magna" była dostępna w dwóch wersjach – jedna z czterocylindrowych silnikiem o pojemności 2,4 l, a druga z silnikiem V6 o pojemności 3,0 l, bardziej luksusowa odmiana, "Verada" miała silnik V6 o pojemności 3,5 l.  W 1996 "Magna"/"Verada" ponownie otrzymała tytuł samochodu roku.  Czterocylindrowa odmiana "Magny" została wycofana ze sprzedaży pod koniec 1998 z powodu braku zainteresowania.
W 2003 w sprzedaży pojawiły się nowe modele "Magny" i "Verady", głównym projektantem nadwozia był Olivier Boulay, jednak te wersje spotkały się z raczej chłodnym przyjęciem.  W 2004 Mitsubishi przeprowadziła bardzo intensywną kampanię reklamową (oferując między innymi przedłużoną, pięcioletnią gwarancję) chcąc sprzedać jak najwięcej zalegających magazyny samochody przed wprowadzeniem na rynek samochodu który miał ostatecznie zastąpić "Magnę" i "Veradę" – Mitsubishi 380, produkcję "Magny" zakończono w 2005.